# Trapianto di polmone
Il trapianto di polmone è un intervento chirurgico che consiste nella sostituzione di un polmone malato con uno sano. Possono essere sostituiti, in alcuni casi, entrambi i polmoni.
Le indicazioni al trapianto polmonare possono includere quasi tutte le malattie polmonari terminali non neoplastiche a condizioni che il paziente non abbia altre gravi patologie, che impedirebbero la terapia immunosoppressoria cronica. Anche se sono possibili trapianti polmonari bilaterali e il trapianto cuore-polmoni, nella maggior parte dei casi si esegue il trapianto di polmone singolo, che determina un miglioramento della funzionalità polmonare sufficiente per ognuno dei due riceventi gli organi provenienti da un singolo donatore. Se sono presenti infezioni croniche bilaterali, entrambi i polmoni devono essere sostituiti per rimuovere il serbatoio di infezione. Il tasso di sopravvivenza è del 90% a un anno e del 54% a sei anni.

## Condizioni patologiche che portano al trapianto
Il trapianto polmonare è una terapia cui arrivano tutti i pazienti con malattie polmonari terminali che non possono più trarre giovamento da nessun'altra terapia. Nel 2005 le principali cause di trapianto negli Stati Uniti erano:
- 27% broncopneumopatia cronica ostruttiva (BPCO), incluso l'enfisema
- 16% fibrosi polmonare idiopatica
- 14% fibrosi cistica
- 12% ipertensione polmonare idiopatica
- 5%  deficienza dell'enzima alfa 1-antitripsina
- 2%  sostituzione di un precedente trapianto polmonare fallito
- 24% altre cause, ad esempio bronchiectasia o sarcoidosi

## Complicanze postoperatorie
Una possibile complicanza perioperatoria è l'impossibilità di chiudere l'accesso chirurgico al termine dell'operazione: l'edema da riperfusione rende i polmoni più gonfi e voluminosi, tanto che chiudendo il torace peggiora significativamente l'attività cardiaca. Qualora questo problema si presentasse, si copre l'accesso con appositi patch e si trasferisce il paziente, sedato, in un'unità di terapia intensiva. Nei giorni seguenti, con il miglioramento della condizione edematosa, il torace può essere regolarmente chiuso. Qualora la situazione non migliorasse, si può procedere a resezioni.
Con il miglioramento delle tecniche chirurgiche e delle tecniche di conservazione degli organi, le complicanze postoperatorie (es.: deiscenza dell'anastomosi, trombosi, rigetto) sono diventate fortunatamente rare; ma le due complicazioni che si manifestano più frequentemente sono l'infezione e il rigetto:
- Le infezioni polmonari con polmone trapiantato sono essenzialmente quelle di qualsiasi soggetto immunodepresso e comprendono polmoniti batteriche, virali (in particolare da Cytomegalovirus), da Pneumocystis carinii (PCP) e fungine (da Candida albicans e Aspergillus).
- Il rigetto può essere di due tipi:
  - Il rigetto acuto del polmone si verifica in tutti i pazienti nonostante l'immunosoppressione post-operatoria di routine, spesso si manifesta durante le prime settimane dopo l'intervento o anche quando l'immunosoppressione viene ridotta. I pazienti presentano febbre, dispnea, tosse e infiltrati radiologici, poiché il quadro è simile a quello delle infezioni la diagnosi spesso si ottiene con la biopsia transbronchiale. All'esame istologico si osserva infiltrato infiammatorio (linfociti, plasmacellule e pochi neutrofili ed eosinofili) attorno ai piccoli vasi e/o nella sottomucosa delle vie aeree.
  - Il rigetto cronico si presenta in circa la metà dei pazienti e si manifesta dai tre ai cinque anni dopo l'intervento. È caratterizzato da tosse, dispnea e una riduzione irreversibile ai test di funzionalità polmonare; la principale alterazione morfologica correlata al rigetto cronico è la bronchiolite obliterante con parziale o completa obliterazione delle piccole vie aeree da parte della fibrosi, con o senza infiammazione acuta. Nei casi di lunga durata si possono manifestare bronchiectasie.

## Prognosi
Queste statistiche si basano su dati del 2008.
|                         | sopravvivenza a 1 anno | sopravvivenza a 5 anni | sopravvivenza a 10 anni |
| ----------------------- | ---------------------- | ---------------------- | ----------------------- |
| Trapianto polmonare     | 83.6%                  | 53.4%                  | 28.4%                   |
| Trapianto cuore-polmone | 73.8%                  | 46.5%                  | 28.3%                   |

## In Italia
Nel gennaio 2023 è avvenuto il primo trapianto di polmone da donatore vivente.

## Galleria d'immagini

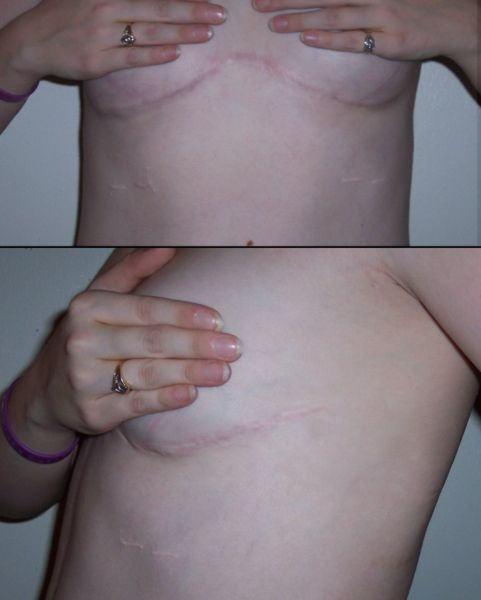
Cicatrici da trapianto polmonare bilaterale.
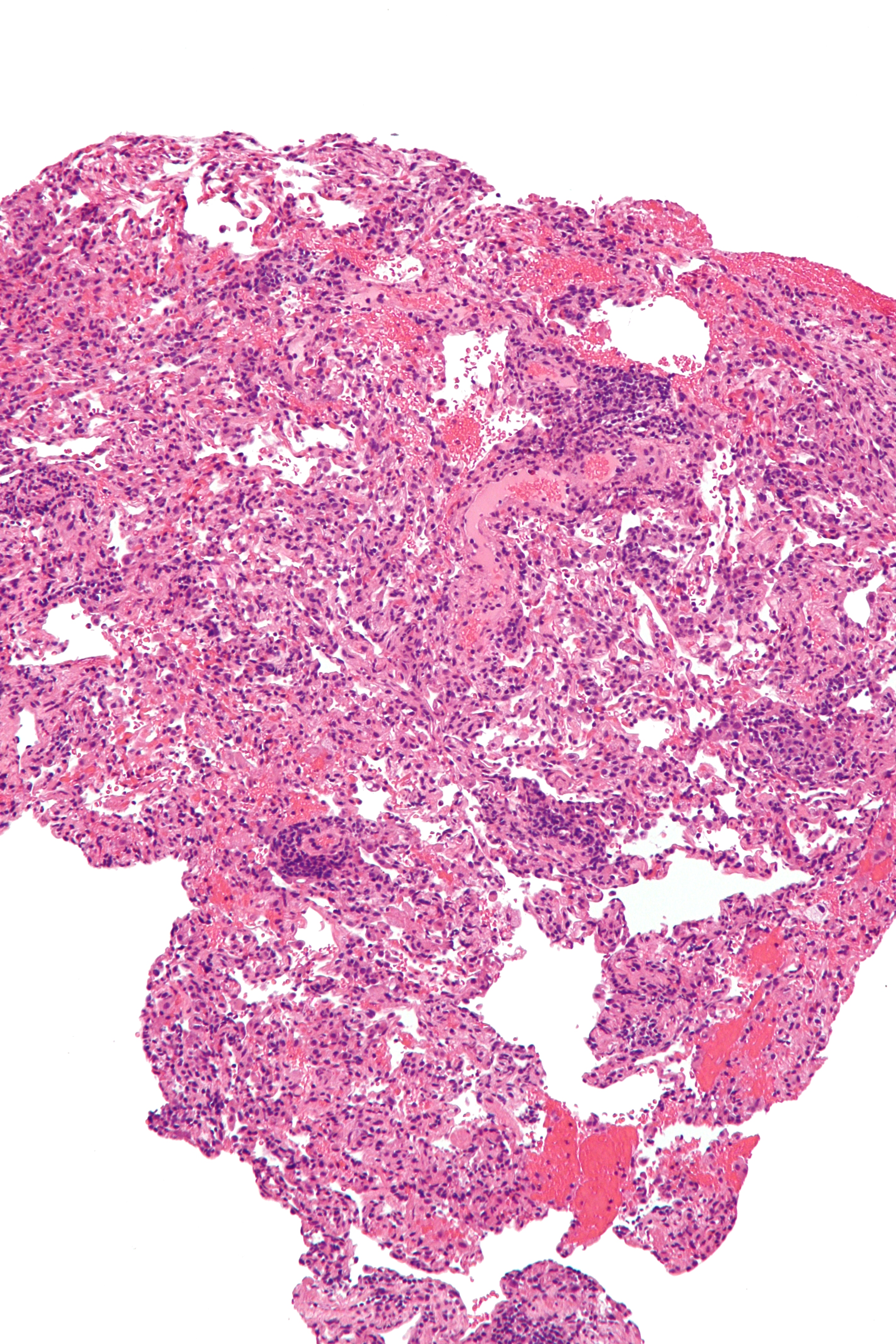
Microfotografia di biopsia da polmone trapiantato ma rigettato.